# Taxe sur le charbon
L’expression taxe sur le charbon ou impôt sur le charbon désigne différentes taxes fondées sur la possession, l’extraction, le commerce ou l’utilisation de charbon. Outre la valeur monétaire, leur estimation se fonde également souvent sur des propriétés telles que la teneur en carbone, le pouvoir calorifique ou le poids. C’est seulement au cours des dernières décennies que cette taxe a été débattue et instaurée en tant qu’instrument de politique économique. À travers son effet incitatif, elle devrait réduire l’utilisation de charbon comme combustible fossile, principalement en raison de sa problématique environnementale et climatique. Par le passé, des taxes sur le charbon ont également été appliquées à des fins purement fiscales ou sociopolitiques.
Par rapport au recours à d’autres combustibles, l'utilisation du charbon engendre les émissions de gaz à effet de serre spécifiques les plus importantes et est donc considérée comme particulièrement préjudiciable pour le climat (problématique du CO2). De manière générale relativement sulfureux, le charbon pollue également l’air (problématique du SOx/NOx), ce qui explique pourquoi les taxes explicites sur le charbon sont antérieures au débat climatique et remontent aux balbutiements de la politique de protection du climat, au moment du débat sur le dépérissement forestier des années 1970. Outre des taxes spéciales concernant l’utilisation du charbon, les taxes générales sur l’énergie et la pollution atmosphérique comprennent également des taux supérieurs pour les produits dérivés du charbon (taxes CO2 et SOx/NOx).
Selon les estimations du GIEC, si l’on veut remplir l’Objectif 2 degrés du Protocole de Kyoto, considéré comme la limite maximale à un changement climatique maîtrisable, avec une probabilité supérieure à 50 %, la quantité maximale de dioxyde de carbone rejetée doit être comprise entre 870 et 1 240 gigatonnes (milliards de tonnes) entre 2011 et 2050. Après conversion en fonction des réserves disponibles, cela signifie qu’au niveau mondial, environ un tiers des réserves de pétrole, la moitié des réserves de gaz naturel et plus de 80 % des réserves de charbon ne doivent pas être consumées.

## Taxes nationales

### Aperçu
Le tableau ci-dessous répertorie les pays qui ont institué des taxes sur l’utilisation du charbon. La taxation de l’utilisation du charbon s’inscrit dans la plupart des pays dans une taxe plus large sur les combustibles. Certains secteurs économiques (production d’électricité, industrie chimique) sont en partie exemptés de la taxe sur les combustibles. Cette taxe porte notamment sur la quantité de charbon utilisé (droit d’accise sur la base du volume) ou sur la qualité (droit d’accise sur la base du pouvoir calorifique).
Conversion euro – dollar : 1,1
| Pays                          | Entrée en vigueur | Tarif [en $/t] | [en $/33 GJ] | Remarques |
| ----------------------------- | ----------------- | -------------- | ------------ | --- |
| Belgique                      |                   | 13             |              | Taxe générale sur l'énergie |
| Danemark                      | 1977              | 46-65          | 0,15–0,32    | Taxes sur l’énergie pour le CO2/NOx, selon le type de charbon                                                                                                   |
| Allemagne                     |                   |                | 0,01         | Réservée aux ménages, voir : Energiesteuergesetz (Deutschland) (Loi sur la taxation de l’énergie ; en allemand)                                                 |
| Estonie                       | 2003              | 0,33           |              | Taxe générale sur les combustibles ; taxes supplémentaires selon le type d’émissions (par kg de SO, de SO2, de NOx, etc.)                                       |
| Finlande                      |                   | 133            |              | Taxe générale sur l’énergie avec un supplément SO2 et contribution à la garantie d’approvisionnement                                                            |
| Inde                          |                   | 1,6            |              | [ 5 ] |
| Islande                       |                   | 29             |              | Taxe sur les combustibles solides (charbon et tourbe) |
| Israël                        |                   | 11             |              | Taxe sur les carburants et les combustibles |
| Japon                         |                   | 8              |              | Taxe sur le pétrole et le charbon |
| Nouvelle-Zélande              |                   | 1              |              | Taxe sur les ressources énergétiques (à l’exception du charbon national)                                                                                        |
| Canada : Colombie Britannique |                   | 37-32          |              | Selon la qualité |
| Autriche                      | 2003              | 54             |              | Taxe spéciale sur le charbon, à l’exception de la production d’électricité à partir du charbon                                                                  |
| Pologne                       |                   |                | 0,01         | Taxe sur les produits énergétiques |
| Portugal                      |                   | 15             |              | Taxe sur les produits énergétiques avec une surtaxe sur le charbon                                                                                              |
| Slovénie                      | 2002              | 16-49          | 0,01         | Taxe complexe sur la pollution atmosphérique au CO2, taux unique avec facteur d’utilisation ; plus précisément taxe sur le carburant                            |
| Espagne                       |                   |                | 0,005/0,02   | Taxe sur le charbon (professionnelle/privée) |
| Suède                         | 1991              | 321            |              | Taxe sur l’énergie et sur le CO2, et 4 $ par kg de soufre |
| Tchétchénie                   |                   |                | 0,01         | Taxe sur les combustibles solides et impôt annuel sur les émissions pour les centrales électriques en fonction du combustible et de la taille de l’installation |
| Hongrie                       |                   |                | 0,01         | Taxe sur le carburant |
| Royaume-Uni                   |                   | 7/21           | 0,02         | Taxe sur le réchauffement climatique (taxe de base réduite ou standard en fonction du carburant)                                                                |
| États-Unis : par État         |                   | 0,0002-1       |              | Également une imposition partielle en fonction du revenu, des volumes extraits et des méthodes d’extraction entre autres                                        |

Source et date : QECD TaxBase (2015)

### Danemark
Le Danemark, avec sa politique environnementale ferme, taxe la consommation d’énergie – y compris les produits dérivés du charbon – depuis 1977. Actuellement, le charbon est taxé à 32,60 €/tonne, le lignite à 23,98 €/tonne et le coke de pétrole à 43,52€/tonne. 

### Allemagne

#### Taxe nationale pour le climat
L’introduction d’une taxe supplémentaire sur le CO2 en Allemagne, la Nationaler Klimaschutzbeitrag (« taxe nationale pour le climat »), est actuellement discutée (actualisé en mai 2015). Cette taxe sur le CO2 est conçue de telle manière qu’elle concerne surtout les centrales à charbon (et en particulier les centrales au lignite) vieilles de plus de 20 ans ; dans les faits, elle fonctionne donc comme une taxe sur le charbon.

#### Augmentation du prix du charbon (1920–1923)
De 1920 à 1923 en Allemagne a lieu une augmentation du prix du charbon, également qualifiée de taxe sur le charbon. Cette augmentation de prix a profité à la TreuHandStelle für Bergmannswohnstätten im
rheinisch-westfälischen Steinkohlenbezir, ancêtre de la société de construction THS Wohnen, ce qui a permis de financer des logements pour les mineurs. Le fonds de la cité des mineurs (Bergmannsiedlungsvermögen), qui s’est construite notamment grâce à l’augmentation du prix du charbon, est estimé à 1 237 millions d’euros en 2014. Ce fonds est géré comme un fonds d’actifs fiduciaires national par la Wohnungsbaugesellschaft für das Rheinische Braunkohlenrevier, contrôlé par une personne mandatée par le gouvernement fédéral.  

#### Impôt sur le charbon (1917–1922)
Du 1er août 1917 au 15 novembre 1922, une taxe est prélevée sur le charbon importé en Allemagne dans le cadre de la Kohlensteuergesetz du 8 avril 1917. Cette taxe concerne les près de 1 000 entreprises productrices de charbon compressé et les importateurs. La mesure peut être réalisée grâce aux prix de vente fournisseur. Le taux d’imposition s’élève dans un premier temps à 20 % (contre à peine 10 % du prix de vente au détail)  puis à 40 %. Une justification à la mise en place de la taxe était la charge importante qui pesait sur le budget du Reich à cause de la Première Guerre mondiale.

#### Informations supplémentaires
Sur la base de la taxe relative à l’énergie, un droit d’accise s’élevant à 0,12 centimes/kWh (en 2006) est prélevé sur le charbon de chauffage. Cette taxe est parfois appelée Kohlesteuer (impôt sur le charbon).
L’impôt sur le charbon (Kohlepfennig) prélevé entre 1974 et 1995 est en revanche un supplément lié à l’électricité, et ne représente donc pas une véritable taxe sur le charbon. Les sommes récoltées au travers de cette taxe permettent le financement de l’industrie du charbon.

### Autriche: Loi relative à la taxe sur le charbon de 2003
Lire en ligne

bka.gv.at

Depuis 2003, un impôt sur l’énergie issue de la houille, du lignite, du coke et d’autres produits similaires est prélevé en Autriche (Kohleabgabegesetz). Avec cette loi, la livraison de charbon, la consommation de charbon par le biais de marchands ou de producteurs de charbon et la consommation de charbon importé en Autriche font donc l’objet d’un impôt. La livraison de charbon à des marchands en vue de le réexpédier ensuite (non imposable) afin d’en faire du coke (matière première, impôt sur le coke) n’est pas imposée. Une exonération fiscale par remboursement (d’après la loi sur le remboursement des taxes sur l’énergie) s’applique au charbon utilisé pour produire de l’énergie électrique (mais pas thermique), pour le chauffage ou en tant que carburant (utilisation non énergétique, comme pour des colorants). Cette taxe est conçue sur le modèle du droit d’accise mais ne concerne pas les imports en Autriche, pour lesquels le livreur est imposable,.
Cet impôt s’élève à 0,05 euros par kilo (50€/tonne).
La taxe sur le charbon, à l’instar de la taxe sur les huiles minérales, est introduite à un montant minimum avec l’entrée en vigueur de la directive européenne relative à l’imposition de l’énergie.
Il existe toutefois une exception pour la production d’électricité (à partir du charbon) pour les exploitants de centrales électriques qui prend en considération la situation de fourniture d’énergie en Autriche, où les centrales électriques au charbon sont aujourd’hui de manière générale davantage que de simples usines de charge de pointe en service soumises à des conditions environnementales strictes. Dans la mesure où par exemple la production d’acier en Autriche s’effectue également de façon limitée (et est déjà pré-purifiée à l’échelle industrielle en raison du passage à des aciers spéciaux et de haute qualité), l’impôt ne concerne dans un premier temps que les ménages ou le chauffage des bâtiments publics qui ne possèdent le plus souvent pas de système de purification des gaz d’échappement. Cet impôt doit permettre de financer la transition vers les énergies renouvelables en matière de technologie de chauffage.

### Suisse
Au cours des dernières années en Suisse, la création d’un impôt relatif à une taxe sur l’énergie électrique issue du charbon, du gaz ou du nucléaire qualifié d’« impôt sur le courant sale » par l’ONG WWF et Swissolar, association militant pour l’utilisation de l’énergie solaire, est au cœur des débats. Cet impôt permettrait de protéger la production d’énergies renouvelables en Suisse des importations allemandes à bas prix d’une énergie issue de la surproduction des centrales électriques au charbon.

### Australie
Récemment, l’Australie a été le premier pays au monde à abolir un impôt visant à réduire les émissions de CO2 sans le remplacer. L’Australie couvre 70 % de ses besoins en énergie grâce au charbon, ce qui valait à cette loi le qualificatif de Coal Tax. La taxe sur les émissions entrée en vigueur en 2012 et fixée à 16,50 euros par tonne d’émissions est trois fois plus élevée que la taxe européenne. Son annulation en 2014 est officiellement justifiée par son effet négatif sur la compétitivité.